# Džarahi
Džarahi (perz. جراحی) je rijeka u iranskoj pokrajini Huzestan koja nastaje sutokom Maruna i Ale na 72 m/nm. Zajedno s dvjema rijekama i njihovim pritocima, porječje Džarahija prostire se na 24310 km2. Tok se proteže u smjeru istok-zapad i približna duljina mu je 100 km. Ušće kod Šadegana sastoji se od goleme aluvijalne lepeze površine od 970 km² koju karakterizira visok stupanj bioraznolikosti. Tijekom sezonskog povećanja istjeka, Džarahijevo glavno korito produžuje se do Hovr-e Muse, estuarija kod Bandar-e Homeinija na sjeveru Perzijskog zaljeva. Kod Romejleha je izgrađena manja brana koja se koristi za navodnjavanje.

## Vanjske poveznice
|  | Zajednički poslužitelj ima još gradiva o temi Džarahi |